# Banksia burdettii
Banksia burdettii (Baker f., 1934) è una pianta appartenente alla famiglia delle Proteaceae, endemica dell'Australia occidentale.